# Phaseoleae
A Phaseoleae a hüvelyesek (Fabales) rendjébe tartozó pillangósvirágúak (Fabaceae)családjában a bükkönyformák (Faboideae) egyik nemzetségcsoportja mintegy 90 nemzetséggel és 1570 ismert fajjal.

## Származásuk, elterjedésük
A nemzetségcsoport kozmopolita, de a fajok többsége a trópusokon és a meleg mérsékelt égövben él.
Kínából 37 nemzetségük ismert, ebből 7 betelepített. A 169 kínai fajból 43 endemikus, 15 betelepített.

## Megjelenésük, felépítésük
A fajok többsége elterülő vagy felálló lágyszárú növény, de akad néhány fa is. Több évelő lágyszárú faj töve idővel elfásul.
Leveleik tenyeresen összetettek, többnyire három- ritkábban egy-, öt- vagy hétágúak, a szélük ép vagy cimpás. A levélalap két oldalán pálhalevelek nőnek.
Zigomorf virágzatuk többnyire tengelyes, fürt jellegű. A virágzat egyes fajoknál redukált, végső esetben akár magányos virággá is. A virágok felépítése a családra jellemző pillangós, a virágkehely 4-es vagy 5-ös szimmetriájú, ritkán csonka.
Termésük hüvelyes.

## Életmódjuk
Egyes fajok egyévesek, mások évelők. A fajok többsége a szárazabb éghajlatú területeken él. Gyökérgümőiken a növényekkel szimbiózisban élő és a nitrogént megkötő Rhizobium baktériumok telepednek meg.

## Felhasználásuk
A fajok közül több alapvető étkezési, illetve ipari növény. A nitrogénmegkötő baktériumok a vetésforgó fontos részeivé teszik őket.